# خط موزون

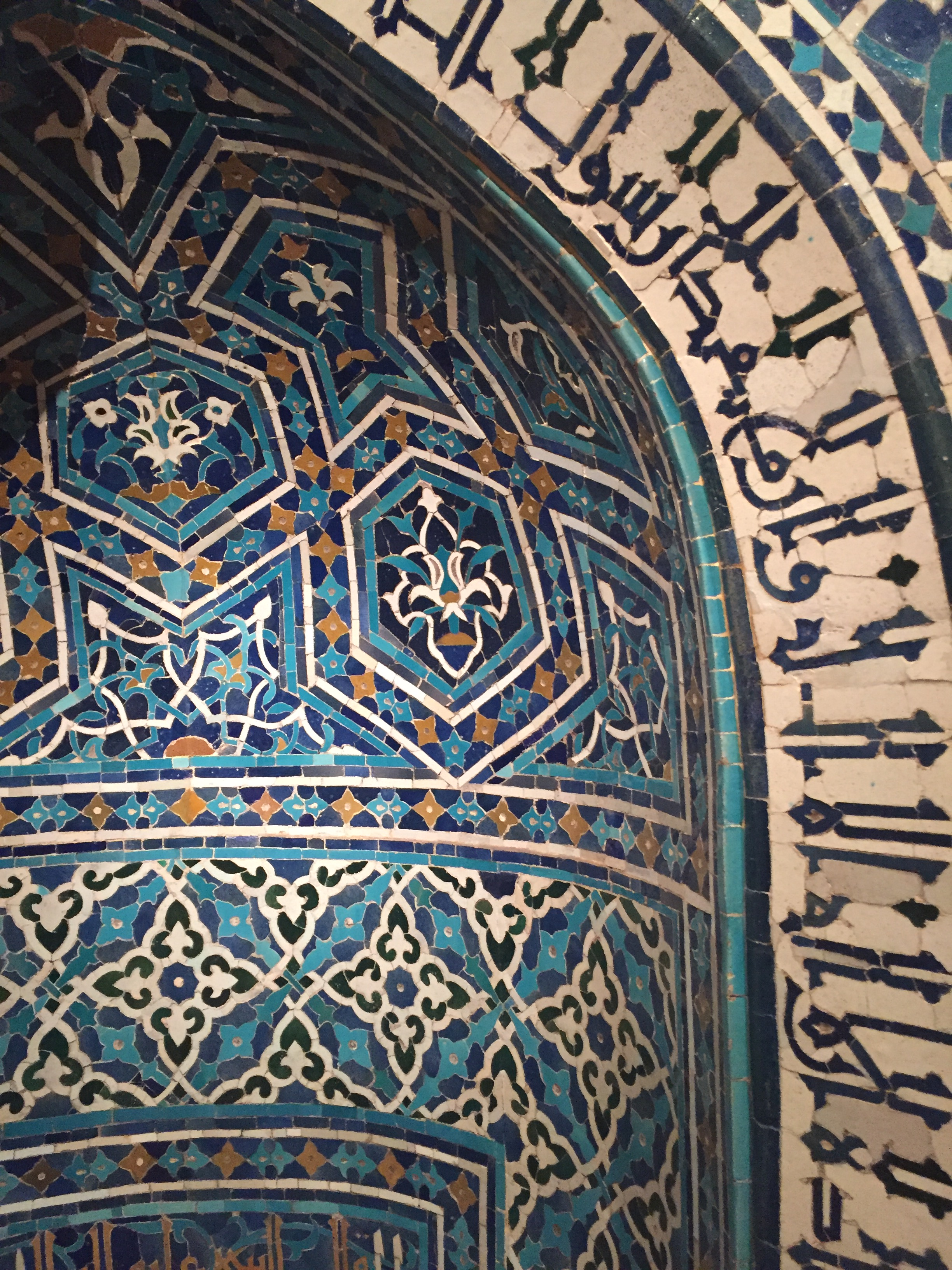
إحدى نقوش الخط الكوفي على جدار محراب. يُعد الخط الكوفي الهندسي من أبرز الأمثلة على الخط الموزون.

الخط الموزون مصطلح يُقصد به الخط الذي يُعتمد على المسطرة في كتابته ورسمه، ويؤخذ فيه بمبدأ قياس عرض أداة الكتابة، بحيث يأخذ كل خطّ اسمه من عرض قطّة قلمه، وأصله من خط الجليل الأوّل الذي اختراعه قطبة المحرّر في العصر الأموي وعُرف بعدها باسم الخط الكوفي. تصوّر العرب في بادئ الأمر أن الجمال والكمال في الخطّ يقومان على الاعتدال والوزن، والمقصود بالوزن قياس عرض القلم، وكان الأصل الأوّل في القياس خطّ الطومار الذي عُرف بخطّ الجليل، ومن هذا القلم اُشتقّت بقية الأقلام وتعددت وتنوّعت أوائل العصر العباسي، باتخاذ أدقّ المقاييس المعروفة في ذلك العصر، كي تكون ضابطا لاختلاف قياسات الأقلام عرضا لا طولا، واستعملت الشعرة أداة قياس طولا، واُتّخذ العدد أربعة وعشرون أساسا للتقسيمات، وذلك قياسا على موازين الذهب التي تعتبر المثقال أربعا وعشرين حبّة، فكان خط الطومار 24 شعرة، وخط الثلث 8 شعرات، وخط النصف 12 شعرة، وخط الثلثين 16 شعرة. ارتبط الخطّ الموزون بالخطوط الهندسية التي عُرفت فيما بعد بـ الخط الكوفي، وكانت تختلف تقويرًا وبسطًا حسب الطريقة التي تُكتب بها.

## النشأة والتطور
نشأ الخط الموزون في المشرق الإسلامي، وظهر أول ما ظهر مع خط الطومار (المعروف بخط الجليل) الذي اخترعه قطبة المحرر في أواخر العصر الأموي، ويُعد أصل الخطوط الموزونة. اتبع هذا النوع من الخط نظامًا دقيقًا في حساب أبعاد الحروف، حيث كان عرض الحرف يقاس بوحدة «الشعرة»، أي عرض القلم، وتم اتخاذ رقم 24 أساسًا في تقسيم الخطوط الموزونة، على غرار تقسيم المثقال (وزن الذهب) إلى أربع وعشرين حبة.
من هنا انبثقت أنواع من الخطوط الموزونة كالتالي:
- خط الطومار (الجليل) = 24 شعرة
- خط النصف = 12 شعرة
- خط الثلثين = 16 شعرة
- خط الثلث = 8 شعرات

## السمات الفنية
يتميّز الخط الموزون بخصائص هندسية صارمة، مثل:
- تحديد قياسات الحروف وأبعادها بشكل مسبق
- استعمال أدوات كالمسطرة والفرجار لضبط الانحناءات والزوايا
- التزام بالتقعيد الرياضي للحروف
- تكرار الوحدات البصرية بنسب دقيقة

وقد أُطلق على بعض الخطوط أسماء تدل على هذه الدقة، فكان يُقال عن خط «خفيف» إن وزنه أقل بشعرة من المعتاد، بينما يُقال عن خط «ثقيل» إنه يزيد شعرة، وذلك وفق المعايير الدقيقة للخطاطين.

## الفرق بينه وبين الخط المنسوب
الخط الموزون يعتمد على أدوات هندسية لضبط الكتابة، والخط المنسوب يعتمد على العين والمهارة الشخصية للخطاط، مع مراعاة الجماليات، دون الالتزام بالقياس الهندسي الصارم. ويُعد الخط الكوفي الهندسي من أبرز الأمثلة على الخط الموزون، بينما يُعد خط الثلث أبرز مثال على الخط المنسوب.

## استخداماته
لعب الخط الموزون دورًا محوريًا في العمارة الإسلامية والنقوش القرآنية، خاصة في المساجد والقصور، حيث كان يفضَّل لاستخدامه في الزخرفة بسبب انتظامه وشكله المستوي. وقد أثّر هذا الأسلوب في ظهور خطوط هندسية أخرى وتطوّر القواعد الخطية في العصر العباسي والفاطمي.